# Paolo Naso
Paolo Naso (Palermo, 1957) è un politologo, giornalista e docente italiano.

## Biografia
È docente di Scienza politica alla Sapienza Università di Roma. Visiting Professor presso varie università degli Stati Uniti d'America, coordina la Commissione Studi, Dialogo e Integrazione (COSDI) della Federazione delle chiese evangeliche in Italia (FCEI). È stato direttore della rivista Confronti (1992-2007) e curatore e conduttore della rubrica Protestantesimo in onda sui canali RAI (1998-2007). È consulente presso importanti strutture pubbliche italiane, quali il Ministero dell'interno (dal 2013), la Regione Umbria (2008-2009), il Ministero per la Solidarietà sociale (2006-2008), il Comune di Roma (2000-2008). Si ricordano alcuni tra i temi più importanti che ha trattato nei suoi studi, quali il pluralismo religioso, le religioni nello spazio pubblico, religioni e conflitti, la post-secolarizzazione. Fra le sue più importanti iniziative con una solida e consolidata ricaduta civica e sociale si ricorda l'ideazione dei corridoi umanitari, supportati dalla FCEI, dalla Chiesa Valdese e dalla Comunità di Sant'Egidio.
È stato inviato in varie parti del mondo, anche in periodi storici 'caldi', in zone come il Sud Africa negli anni Novanta, raccontando delle fasi finali dell'Apartheid e dell'elezione di Nelson Mandela a presidente, in Israele e Palestina a cavallo del secolo, pubblicando libri e dossier, e in Irlanda tra gli anni Ottanta e Novanta, scrivendo delle difficoltà fra cattolici e protestanti nell'Irlanda del Nord.

## Pubblicazioni
- 1987, La questione ricorrente. Introduzione ad alcuni temi meridionalistici, Claudiana, Torino, ISBN 978-8870160581;
- 1990, Come pietre viventi... Immagini e testimonianze dei cristiani palestinesi, Claudiana, Torino, ISBN 88-7016-123-4;
- 1993, L'altro Martin Luther King, Claudiana, Torino, ISBN 88-7016-172-2;
- 1996, Il verde e l'arancio. Storia, politica e religione nel conflitto dell'Irlanda del nord, Claudiana, Torino, ISBN 88-7016-243-5;
- 2000, Il mosaico della fede. Le religioni degli italiani, Baldini&Castoldi, Milano, ISBN 88-8089-805-1;
- 2000, Il libro e la spada. La sfida dei fondamentalismi. Ebraismo, Cristianesimo, Islam, con Stefano Allievi e David Bidussa, Claudiana, Torino, ISBN 978-8870163391;
- 2002, God Bless America. Le religioni degli statunitensi, Editori Riuniti, Roma, ISBN 88-359-5161-5;
- 2002, La rivincita del dialogo. Cristiani e musulmani in Italia dopo l'11 settembre, con Brunetto Salvarani, Emi, Verona, ISBN 978-8830711754;
- 2004, Roma delle religioni, EdUP, Roma;
- 2005, Laicità, Emi, Verona, ISBN 978-8830714939;
- 2007, Il sogno e la storia. Il pensiero e l'attualità di Martin Luther King (1929-1968), Claudiana, Torino, ISBN 978-88-7016-703-0;
- 2008, Come una città sulla collina. La tradizione puritana e il movimento per i diritti civili negli USA, Claudiana, Torino, ISBN 978-88-7016-720-7;
- 2009, Il muro di vetro. L'Italia delle religioni. Primo rapporto 2009, con Brunetto Salvarani, Eni, Verona, ISBN 978-8830718340;
- 2010, Immigrato espiatorio, Aliberti, Reggio Emilia, ISBN 978-8874246939;
- 2012, Lo Stato è la casa di tutti, intervista a Oscar Luigi Scalfaro, con Vincenzo Mazza, Claudiana, Torino, ISBN 9788870168662;
- 2012, Un cantiere senza progetto. L'Italia delle religioni. Rapporto 2012, con Brunetto Salvarani, Eni, Verona, 2012;
- 2013, Cristianesimo. Pentecostali, EMI, Bologna, ISBN 978-88-307-2094-7;
- 2014, Fratelli e sorelle di Jerry Masslo. L'immigrazione evangelica in Italia, con Alessia Passarelli e Tamara Pispisa, Claudiana, Torino, ISBN 978-88-6898-011-5;
- 2014, Metodismo globale. Sfide tra Sud e Nord del mondo, Carocci, Roma ISBN 978-88-430-7041-1;
- 2014, Protestantesimo e democrazia, Claudiana, Torino, ISBN 978-88-7016-981-2;
- 2015, L'incognita post-secolare. Pluralismo religioso, fondamentalismi, laicità, Guida, Napoli, ISBN 9788868660741;
- 2018, I giovani evangelici e l'immigrazione. Una generazione interculturale, con Alessia Passarelli, Carocci, Roma, ISBN 978-88-430-9331-1;
- 2019, Granelli di senape. Una fotografia delle chiese metodiste e valdesi in Italia, con Alessia Passarelli e Claudio Paravati, Claudiana, Torino, ISBN 978-88-6898-197-6;
- 2019, Le religioni sono vie di pace. Falso!, Laterza, Roma-Bari, ISBN 978-88-581-3694-2;
- 2021, Martin Luther King. Una storia americana, Laterza, Roma-Bari, ISBN 978-88-581-4312-4;
- 2023, Chiese nere, lavoro nero. Migranti evangelici e dinamiche transnazionali a Castel Volturno, Le Penseur, Brienza, ISBN 979-12-81552-00-5;
- 2024, Storia dei valdesi, volume 4. Evangelizzazione e presenza in Italia (1870-1990), Claudiana, Torino ISBN 9788868983994.